# Dithyrea
Dithyrea là chi thực vật có hoa trong họ Cải.